# Svea Bjurling
Svea Bjurling, född 24 juli 1910 i Bjursås församling, Kopparbergs län, död 2002, var en svensk konstnär. 
Bjurling, som var dotter till hemmansägare Ols Anders Persson-Bjurling och Karin Danielsdotter, studerade vid Barths målarskola 1947–1950. Hon var hemmadotter och industriarbetare och därefter verksam som tecknare och målare. Hon höll separatutställning första gången i Stockholm 1951 och därefter i bland annat Malmö samt deltog i samlingsutställningen Skånekonst i Finland 1969. Hon tilldelades flera stipendier, bland annat av Ester Almqvists minnesfond 1968, och är representerad Malmö museum och Dalarnas museum.